# Armando Rojas Guardia
Armando Rojas Guardia (Caracas, 8 de septiembre de 1949-Ib., 9 de julio de 2020) fue un reconocido poeta, ensayista y facilitador de talleres literarios venezolano, cuya obra está comúnmente relacionada con el pensamiento místico latinoamericano, junto a algunos aspectos vinculados a la sensualidad y a su reconocimiento como homosexual.

## Biografía
Hijo del poeta caraqueño Pablo Rojas Guardia (1909-1978) y de Mercedes Álvarez Gómez (1919-1973). Durante los primeros siete años de vida vivió en Praga, Haití y Nicaragua como consecuencia de los cargos diplomáticos de su padre. En su juventud vivió en Bogotá, en Friburgo (Suiza) y en Solentiname (Nicaragua), con Ernesto Cardenal. Posteriormente su vida transcurrió entre Caracas y Mérida y estudió con profusión la filosofía. 
Su vocación como escritor se inició en su hogar y jugó un papel importante su participación en el Taller Calicanto de Antonia Palacios, la cual se cimentó con su activa participación en la formación del Grupo Tráfico (1981). Desempeñó una amplia labor cultural y docente vinculada con la literatura, y fue una de las voces fundamentales de la poesía venezolana contemporánea, así como un destacado ensayista. El Festival de Poesía de Maracaibo, en su tercera edición, le rindió un homenaje nacional a su obra poética y ensayística; y fue nombrado Miembro Honorario del Movimiento Poético de Maracaibo. 
En 2015 fue elegido como miembro de número de la Academia de la Lengua en Venezuela.
Debido a diferentes problemas de salud —cáncer de páncreas, diabetes e insuficiencia respiratoria— falleció en Caracas el 9 de julio de 2020 a los setenta años de edad.

## Obra

### Poesía
- Del mismo amor ardiendo (1979)
- Yo que supe de la vieja herida (1985)
- Poemas de Quebrada de la Virgen (1985)
- Hacia la noche viva (1989)
- Antología poética (1993)
- La nada vigilante (1994)
- El esplendor y la espera (2000)
- Patria y otros poemas (2008)
- Mapa del desalojo (2014)

### Ensayo
- El Dios de la intemperie (1985)
- El calidoscopio de Hermes (1989)
- Diario merideño (1991)
- El principio de incertidumbre (1994)
- Crónica de la memoria (1999)
- La otra locura (2017)
- El deseo y el infinito (Diarios 2015-2017) (2017)
- El violín de Einstein (2018)
- Pequeña Serenata amorosa (2019)